# روئن دنیس
روئن دنیس (اسپانیایی: Rohan Dennis‎؛ زادهٔ ۲۸ مهٔ ۱۹۹۰) دوچرخه‌سوار اهل استرالیا است.
از باشگاه‌هایی که در آن رکاب زده‌است می‌توان به تیم بی‌ام‌سی و کنندیل–دراپاک اشاره کرد.
وی در مسابقات کشوری و بین‌المللی در مجموع برندهٔ ۴ مدال طلا، ۶ مدال نقره شده‌است.